# Frank Gardiner Wisner
Frank Gardiner Wisner (* 23. Juni 1909 in Laurel/Mississippi; † 29. Oktober 1965 in Galena/Maryland) war ein leitender amerikanischer Geheimdienstmitarbeiter und Wall-Street-Anwalt. Er war im Kalten Krieg für die meisten verdeckten Operationen der CIA weltweit von 1948 bis 1956 verantwortlich.
Nach dem Jura-Studium an der University of Virginia arbeitete Wisner ab 1934 für die berühmte New Yorker Anwaltskanzlei Carter Ledyard & Milburn als Partner. Von hier führte sein Weg 1941 zum Nachrichtendienst der U.S. Navy, wo er den Rang eines Commanders erreichte.

## Karriere

### Office of Strategic Services (OSS)
1944 wechselte er zum Geheimdienst Office of Strategic Services und leitete das OSS-Büro in Rumänien, während Allen W. Dulles, gleichfalls Wall-Street-Anwalt, das OSS in Europa aus der Schweiz steuerte. Im Auftrag von Dulles ging Wisner zusammen mit Richard Helms, DeWitt Clinton Poole und anderen unmittelbar nach Einmarsch der Amerikaner im März 1945 in das neue OSS-Büro in Wiesbaden. Nach Auflösung des OSS kehrte Wisner Ende 1945 in die USA zurück und arbeitete wieder für die Kanzlei Carter, Ledyard & Milburn.

### State Department
Unterstaatssekretär Dean Acheson im U.S. State Department hatte sich 1947 Charles E. Saltzman als Berater in seine Abteilung für die besetzten Gebiete (Occupied Areas Division) geholt. Diese Einheit gehörte zum Policy Planning Staff von George F. Kennan. Saltzman hatte früher einmal die New Yorker Börse geleitet, war Kunde der Anwaltskanzlei von Wisner gewesen, kannte ihn daher und brachte Wisner als seinen Vertreter in die Occupied Areas Division ins State Departement. Wisner befasste sich zusammen mit Hans Speier im State Department mit psychologischer Kriegsführung im Auftrag des Planungsstabes von Kennan. Der Planungsstab war auch für die Koordination mit den Streitkräften im US State, Army, Navy, Air Force Coordinating Committee (SANACC) verantwortlich. Eine der ersten Aktivitäten von Wisner war es, die amerikanische Zone in Deutschland zu bereisen und die Flüchtlingslager zu erkunden, um deren Insassen für die Eignung zur psychologischen Kriegsführung festzustellen. Das war eine Parallele zu den Aktivitäten der deutschen Geheimdienste nach Kriegsbeginn gegen die Sowjetunion 1941. Die damaligen deutschen Befragungen in den Lagern führten zu den Zersetzungsmissionen gegen die Sowjetunion – und genau das geschah jetzt wieder.
Wisner hatte ganz im Sinne von Kennan bereits im März 1948 dem SANACC einen Vorschlag zur Nutzung der Flüchtlinge aus der Sowjetunion gemacht. Darin ging es um Emigranten und die Nutzung von Untergrundbewegungen gegen die Sowjetunion. Die konkreten Vorschläge von Wisner waren auch gegen die nur schwerfällig anlaufenden verdeckten Operationen der CIA gegen die Sowjetunion gerichtet. Im State Department war man deshalb mit der Arbeit von CIA-Chef Roscoe H. Hillenkoetter unzufrieden. Mitten in das Gezerre um die verdeckten Operationen zwischen State Department und CIA platzte die Berlin-Blockade durch die Sowjets. Den Amerikanern wurde klar, dass die Sowjetunion der neue Gegner war. SANACC war in der Zwischenzeit vom National Security Council (NSC) ersetzt worden und mit der Direktive NSC 10-2 des National Security Councils hatte es jetzt das State Department tatsächlich geschafft, eine aktive Rolle zu spielen:
"Innerhalb der Central Intelligence Agency wird ein neues Office for Special Projects geschaffen, um verdeckte Operationen zu planen und durchzuführen und in Abstimmung mit den Generalstabschefs, die Durchführung solcher Operationen in Kriegszeiten zu planen und vorzubereiten."
NSC 10/2 war im Prinzip eine Kriegserklärung ohne die Absicht, einen wirklichen Krieg zu führen. Aber alles, was darunter möglich war, wurde in Erwägung gezogen. An den Schalthebeln saß nicht wirklich die CIA, die nur als Vehikel benutzt wurde, sondern das State Department. Die „Operation Rollback“, wie NSC 10/2 auch genannt wurde, lief an. Laut Kennan sollte damit erreicht werden, dass die Sowjetunion entweder von innen implodierte oder aber eine deutlich schwächere Position gegenüber den USA einnähme. Um eine Kontrolle durch den Kongress zu vermeiden, siedelte man das neue Programm verdeckter Operationen in einer Zwitterorganisation zwischen State Department und Central Intelligence Agency (CIA) an. Kennan nutzte für die Operation Rollback eine harmlos klingende Einheit unter seiner Zuständigkeit. Weil Allen Dulles als Kennans Wunschkandidat für die Leitung der Stelle noch mit der Überprüfung der CIA befasst war, fiel Kennans Wahl somit auf Frank G. Wisner.

### Office of Policy Coordination (OPC) und CIA
Wisner trat im September 1948 seinen Posten an. Seine Einheit nannte sich Office of Policy Coordination (OPC). Wisner selbst war als Assistant Director of Intelligence der Chef von OPC. Er gehörte zwar der CIA an, erhielt seine Weisungen bezüglich der politischen Kriegsführung aber vom State Department. Wisner hielt sich nach Amtsantritt nicht lange mit Vorbereitungen auf. Er bat darum, dass der US-Militärgouverneur in Deutschland, John McCloy, seine Aktivitäten unterstützen möge. Wisner kopierte im Prinzip die politische Kriegführung Deutschlands während des Zweiten Weltkrieges und setzte damit hauptsächlich die Operationen der deutschen Abwehr II und des Unternehmen Zeppelin des SD gegen die Sowjetunion unter Regie des State Department fort, ergänzt um eigene Erfahrungen:
„Laut dem Entwurf einer Zusammenfassung des CIA History Staff, war Wisner daran interessiert, eine ‚psychologische Spaltung‘ der Sowjetunion zu erreichen. Die deutschen Erfahrungen in der Sowjetunion während des 2. Weltkriegs haben das OPC sehr fasziniert. Insbesondere Frank Wisner wollte aus den Lehren der deutschen Niederlage im Osten lernen - eine schwere Niederlage, wie er es empfand, weil die Nazis den Antikommunismus des russischen Volkes nicht nutzen konnten. Rückblickend auf die Erfahrungen der Nazis an der Ostfront meinte Wisner, die USA sollten aufhören, die Sowjetunion als einen monolithischen Block zu betrachten und die inneren Spannungen dort ausnutzen.“
Das spiegelt insbesondere die Einschätzungen von Gustav Hilger wider, einem deutschen Diplomaten, der wohl der beste deutsche Kenner der Sowjetunion war. Hilger hatte George Kennan schon vor dem Krieg in Moskau kennengelernt und war mit Kennan befreundet. Hilger hatte u. a. den Hitler-Stalin-Pakt 1939 gedolmetscht. Hilger war nach dem Krieg von Kennan als wichtiger Berater des State Department in die USA geholt worden und war zuvor Leiter der politischen Auswertung der Organisation Gehlen.
In einem Projektantrag gegenüber dem weiter amtierenden CIA-Chef Hillenkoetter beschrieb Wisner im Oktober 1948 die Grundzüge seiner Umsetzungspläne von NSC 10/2 gegenüber der Sowjetunion, die im Prinzip eine Fortsetzung des klandestinen Kriegs Hitlers, ergänzt um amerikanische Erfahrungen waren. Das Wisner-Programm umfasste:
| Gruppe I                                        | Gruppe II                                                                         | Gruppe III                                               | Gruppe IV                                                                        | Gruppe V                                                             |
| Psychologische Kriegführung                     | Politische Kriegführung                                                           | Wirtschaftliche Kriegführung                             | Verdeckte Aktionen                                                               | Verschiedenes                                                        |
| - Presse - Radio - Flugblätter - Desinformation | - Widerstandsgruppen - Heimatlose und Flüchtlinge - Anti-Kommunismus - Überläufer | - Marktmanipulation - Währungsspekulationen - Falschgeld | - Unterstützung von Guerillas - Sabotage, Zerstörung - Evakuierung - Stay Behind | - Frontorganisationen - Kriegsplanungen - Verwaltung - Verschiedenes |

Dieses massive Instrumentarium der politischen Kriegführung beliebte Wisner als „Mighty Wurlitzer“ zu bezeichnen. „Mighty Wurlitzer“ nannte man eine große Kino-Orgel, die man in den 20er und 30er Jahren des letzten Jahrhunderts zur Vertonung von Stummfilmen nutzte. Wisner wollte demnach auf einer großen Klaviatur spielen. Der Vergleich war ziemlich treffend. Wisners OPC hatte den besonderen Vorteil, dass es unter Kennan neben dem CIA-Budget auch vom Marshall-Plan Gelder für seine Unternehmungen abzweigen konnte, also über ausreichend Kapital verfügte. Das OPC erhielt aus Mitteln des Marshall-Plans bis 1951 jährlich bis zu 100 Millionen Dollar.

Mit dem Office of Special Operations der CIA (OSO) und Wisners OPC hatte die CIA letztendlich zwei konkurrierende Stellen. John Loftus, ehemals Staatsanwalt im Department of Justice, sah das so:
„Amerika hatte in der Tat zwei CIAs. Da war zum einen die offizielle CIA, die für Präsident Truman und die Demokraten arbeitete. Die andere CIA, das OPC, arbeitete für Allen Dulles und die besiegten Republikaner unter dem Schutz des Außen- und des Verteidigungsministers. Die offizielle CIA spürte Nazis auf, die andere rekrutierte sie für das OPC des Außenministeriums. […] Es wäre fairer und historisch richtiger, wenn man das OPC als eine unabhängige Agentur des Außenministeriums betrachten würde, und nicht als eine Abteilung der CIA.“
1951 wurden unter dem Nachfolger von Hillenkoetter, Walter Bedell Smith und seines Stellvertreters William H. Jackson, die konkurrierenden CIA-Einheiten OSO und OPC unter dem Dach eines Deputy Directors of Operations (DDO) zusammengeführt, zuständig für verdeckte Operationen. Dieser war jetzt endlich Allen W. Dulles. Die Kooperation funktionierte nach wie vor nicht wirklich und nachdem Jackson einen anderen Posten annahm, wurde Dulles schließlich Nachfolger von William Jackson als stellvertretende CIA-Chef und Wisner übernahm die Leitung der Operationen von DDO. Damit war Wisner die Nummer drei in der Rangfolge der CIA. Dulles und Wisner hatten damit auch das OSO unter sich. Wisner war Urheber vieler umstrittener Geheimoperation im Kalten Krieg. Dazu gehörte z. B. die „Operation Bloodstone“, wie die Anwerbung vormaliger Kriegsverbrecher in Dienste der CIA genannt wurde. Die „Operation Mockingbird“ diente der Beeinflussung der amerikanischen Presselandschaft. Auch der Hollywood-Film „Animal Farm“ im Jahr 1954, basierend auf George Orwells gleichnamigem Roman, war eine von Wisners CIA finanzierte Produktion.
Wisner stand in den 50er Jahren hinter geheimen Operationen gegen die Sowjetunion in Europa, im Iran, in Guatemala und Nicaragua und in Indonesien. Er musste erleben, dass viele seiner Geheimoperationen, vor allem in Europa scheiterten. Wisner hatte mit FBI-Chef John Edgar Hoover einen bedeutenden Widersacher, der nach dem Krieg selbst eine führende Position in der CIA einnehmen wollte und mit Senator Joseph McCarthy gegen die CIA Opposition betrieb. Nach der Niederschlagung des Ungarn-Aufstands 1956 erlitt Wisner einen Nervenzusammenbruch und ließ sich wegen manischer Depressionen psychiatrisch behandeln. Nach seiner Entlassung war er nicht mehr in der Lage seinen Posten als DDO einzunehmen. Von 1959 bis 1962 leitete er die CIA-Station in London. 1962 schied er aus der CIA aus und praktizierte wieder als Anwalt.
Am 29. Oktober 1965 setzte er seinem Leben selbst ein Ende.
Er war der Vater des Diplomaten Frank George Wisner junior.